# COVID-19-Pandemie in Kanada

Von SARS-CoV-2-Infektionen betroffene Provinzen und Territorien Kanadas (bestätigte Infektionen):

Die COVID-19-Pandemie in Kanada trat als regionales Teilgeschehen der weltweiten COVID-19-Pandemie auf. Das SARS-CoV-2-Virus aus der Familie der Coronaviren verursacht die Krankheit COVID-19. Die COVID-19-Pandemie breitete sich seit Dezember 2019 von China aus weltweit aus. Seit dem 11. März 2020 stuft die Weltgesundheitsorganisation (WHO) das Ausbruchsgeschehen als Pandemie ein. Im ersten Quartal 2021 verdrängte die ansteckendere alpha-Variante den Wildtyp; dann verdrängte die Delta-Variante sie. Seit November 2021 verbreitet sich die Omikron-Variante.

## Verlauf
Der erste COVID-19-Fall in Kanada wurde am 27. Januar 2020 bestätigt, nachdem ein Mann von einer Reise nach China, einschließlich Wuhan, nach Toronto zurückgekehrt war. Bis zum 19. März 2020 wurden in Kanada 846 bestätigte COVID-Fälle gemeldet, bei zwölf Todesfällen und elf Genesungen. Bis zum 18. März wurden in Kanada fast 54.000 Coronavirus-Tests durchgeführt.
Die meisten dieser Fälle traten bis 18. März in Ontario (258 Fälle, 2 Todesfälle) und British Columbia (271 Fälle, 8 Todesfälle) auf. In jeder Provinz Kanadas wurden bestätigte oder vermutete Fälle gemeldet, bis 18. März jedoch keine aus den drei nördlichen Gebieten. Zwei Patienten wurden vom Kreuzfahrtschiff Grand Princess zurückgeführt. Bis März waren alle Fälle mit einer vorhergehenden Reise in ein Land mit einer erheblichen Anzahl von Coronavirus-Fällen verbunden. Der erste Fall einer Übertragung innerhalb Kanadas wurde am 5. März in British Columbia bestätigt.
Nachdem Sophie Grégoire, die Ehefrau des kanadischen Regierungschefs Justin Trudeau, positiv getestet wurde, waren beide vorsorglich 14 Tage lang in Quarantäne. Trudeau war der erste Regierungschef weltweit, der dies tat.
Ende März war die Inzidenzrate in der Provinz Québec deutlich höher als in den anderen Provinzen.
In dem Altersheim Résidence Herron in Dorval bei Montréal wurden Dutzende Senioren dehydriert, unterernährt und in ihren eigenen Exkrementen gefunden. 31 waren ab März 2020 gestorben. Die meisten Pfleger waren aus Furcht vor dem Coronavirus nicht mehr zur Arbeit gekommen. Das Altersheim war eine Luxusresidenz im Eigentum einer Immobilienfirma, deren monatliche Gebühr mehrere Tausend Dollar pro Bewohner betrug.

## Statistik
Die Fallzahlen entwickelten sich in Kanada wie folgt:

### Infektionen

Bestätigte
Infizierte in Kanada nach Daten der WHO. Oben kumuliert, unten Tageswerte Kanada hat rund 38 Mio. Einwohner

### Todesfälle

Bestätigte Todesfälle in Kanada nach Daten der WHO. Oben kumuliert, unten Tageswerte

## Maßnahmen
Das kanadische Parlament wurde für fünf Wochen geschlossen; internationale Flüge durften nur noch auf wenigen Flughäfen mit besonderen Kontrollen landen; Kreuzfahrtschiffe mit mehr als 500 Personen durften nicht mehr andocken. Zunächst wurde von einem Einreiseverbot abgesehen, um nicht zu illegalen Grenzübertritten Anlass zu geben. Die Regierung forderte die Bürger auf, von unnötigen Auslandsreisen abzusehen, durch räumlich Abstand zu halten und Menschenansammlungen zu vermeiden.
Die meisten Provinzen verboten ab Mitte März 2020 große Versammlungen und schlossen Schulen, Kindertagesstätten, Freizeit- und Unterhaltungsstätten. Am 16. März schränkte Kanada die Einreisemöglichkeiten dann doch stark ein; Reisende aus allen Ländern außer den USA wurden abgewiesen. Am 18. März wurden Einreisen aus den USA im gegenseitigen Einvernehmen mit der US-Regierung ebenfalls verboten, mit Ausnahme von Familienangehörigen und wichtigen Mitarbeitern, die über die Grenze pendeln und einen kontinuierlichen Warenaustausch gewährleisten. Die Grenze ist fast 9000 Kilometer lang.
Bis zum 12. April 2020 wurden 422.200 COVID-Tests gemacht.
Wegen des amerikanischen de facto Exportverbots für SARS-CoV-2-Impfstoffe durch die Executive Order 13962 von US-Präsident Donald Trump, welche von seinem Nachfolger Joe Biden fortgeführt wurde, musste Kanada Anfang 2021 alle seine Impfstoffe von Pfizer/Biontech und Moderna aus den europäischen Produktionsstätten beziehen. Zur Verbesserung der Versorgung wurden im März 2021 auch Impfstoffe von der COVAX-Initiative beantragt.